# Маевский, Генрик
Генрик Маевский (пол. Henryk Majewski; 13 апреля 1936, Варшава — 17 июня 2005) — польский джазовый трубач, кавалер Ордена Возрождения Польши. Один из яркх представителей польского традиционного джаза в стиле диксиленд.
В музыкальной школе Генрик Маевский учился играть на кларнете и аккордеоне. На трубе он научился играть самомтоятельно. В 1958 году начал выступать в составе ансамбля New Orleans Stompers. Позже основал и руководил группами Old Timers, The Barn, Swing Session. Одним из его последних музыкальных проектов стал секстет Генрика Маевского.
Двое сыновей Генрика Маевского также стали джазовыми музыкантами: Роберт — трубачом, Войцех — пианистом.